# Setagaya

Sectorul Setagaya pe harta Tokyo

Setagaya (世田谷区 Setagaya-ku?) este un sector special al zonei metropolitane Tōkyō în Japonia.

## Districte
- Setagaya
  - Sangenjaya
  - Setagaya
- Matsubara
  - Higashi-Matsubara
- Kitazawa
  - Shimokitazawa
  - Meidaimae
- Tamagawa
  - Futako-Tamagawa: District major comercial și rezidențial pe malul râului Tama.
  - Yōga
  - Kamata
  - Todoroki
- Kinuta
  - Seijō
  - Kinuta
  - Soshigaya
- Karasuyama
  - Karasuyama